# Incarvillea delavayi
Incarvillea delavayi es una especie de planta herbácea pertenecientes a la familia Bignoniaceae. 

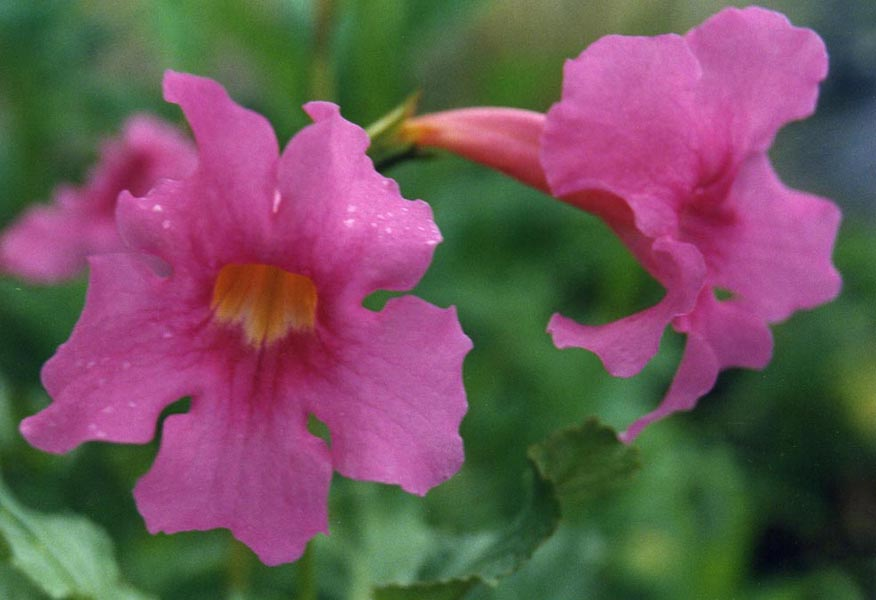
Detalle de las flores

## Hábitat
Se encuentra en laderas de montañas y pastizales a 2400-3900 m s. n. m. en Sichuan y Yunnan en China.

## Descripción
Son hierbas perennes sin tallo que alcanza los  30 cm de altura, glabros.  Las hojas basales son pinnadas de 8-25 cm; hoja de raquis de 20 cm; alas laterales 4-11 pares, elíptico-lanceoladas de 4-7 X 1-3 cm, glabras, con margen serrado, ápice acuminado; ala terminal 1.5-3.5 X 1-2.5 cm, subsessil. Las inflorescencias en racimo con  2-6 flores, son terminales con pedúnculo de  30 cm; brácteas de 1 cm; Pedicelo 0,5-1,5 cm. Cáliz campanulado de 1.3-2 cm; con dientes de 5-7 X 5-7 mm, ápice acuminado. Corola de color rojo, campanulada, de 6,5 x 3,5 cm;  Filamentos de 2.5 cm; anteras ovoide, versátil. Estilo de 3 cm;  estigma comprimido. El fruto en cápsula de color gris-marrón, con 4-ángulos , 5-7.5 cm. Semillas ovoides en general, glabros el 1 º de lado, en otro pubescente, de 5 X 3-4 mm. 5 X 3-4 mm.

## Taxonomía
Incarvillea delavayi fue descrito por Bureau & Franch. y publicado en Journal de Botanique (Morot) 5(9): 138. 1891.
Etimología
Incarvillea: nombre genérico que fue nombrado en honor del jesuita francés, Pierre Nicholas Le Chéron d'Incarville.
delavayi: epíteto otorgado en honor del botánico francés Pierre Jean Marie Delavay.